# Atemptat de Repsol
|  | Aquest article tracta sobre l'atemptat dels GRAPO de l'any 1990. Si cerqueu el d'Enpetrol de 1987 i obra d'ETA, vegeu «Atemptat d'Enpetrol». |

L'atemptat de Repsol fou un atemptat sense víctimes que l'organització armada Grups de Resistència Antifeixista Primer d'Octubre (GRAPO) va perpetrar el matí del 9 de setembre de 1990 contra el rack (feix de canonades) que l'empresa petroliera Repsol tenia ubicat a la zona industrial del municipi de Tarragona, al Complex Petroquímic de Tarragona.

## Antecedents
L'última víctima mortal de GRAPO a Catalunya va ser el policia Juan José Sucino el desembre de 1989 al Prat de Llobregat, i Laureano Ortega va ser identificat al juny com a presumpte autor de diversos atracaments comesos a diverses sucursals bancàries a Barcelona.

## L'atemptat
Els explosius s'instal·laren en el feix de canonades que subministra combustible des del pantalà del port fins a la refineria de La Pobla de Mafumet. Les bombes es val col·locar al costat de les casetes de las vàlvules de seguretat i de pressió.

## Conseqüències
El 1995 l'Audiència Nacional va condemnar Laureano Ortega Ortega a 27 anys de presó per l'acció.
Després de l'atemptat de Tarragona els GRAPO van col·locar, també al setembre de 1990, un artefacte a la seu a Barcelona del PSC i al novembre del mateix any van atemptar contra la Direcció General d'Urbanisme de la Generalitat i la delegació d'Hisenda. Cap d'aquestes accions va causar víctimes. Dies després, dos artefactes van provocar dos incendis a un oleoducte de Campsa i un gasoducte de Catalana de Gas a Sant Vicenç dels Horts i el Papiol.